# Nữ vương thiên đàng

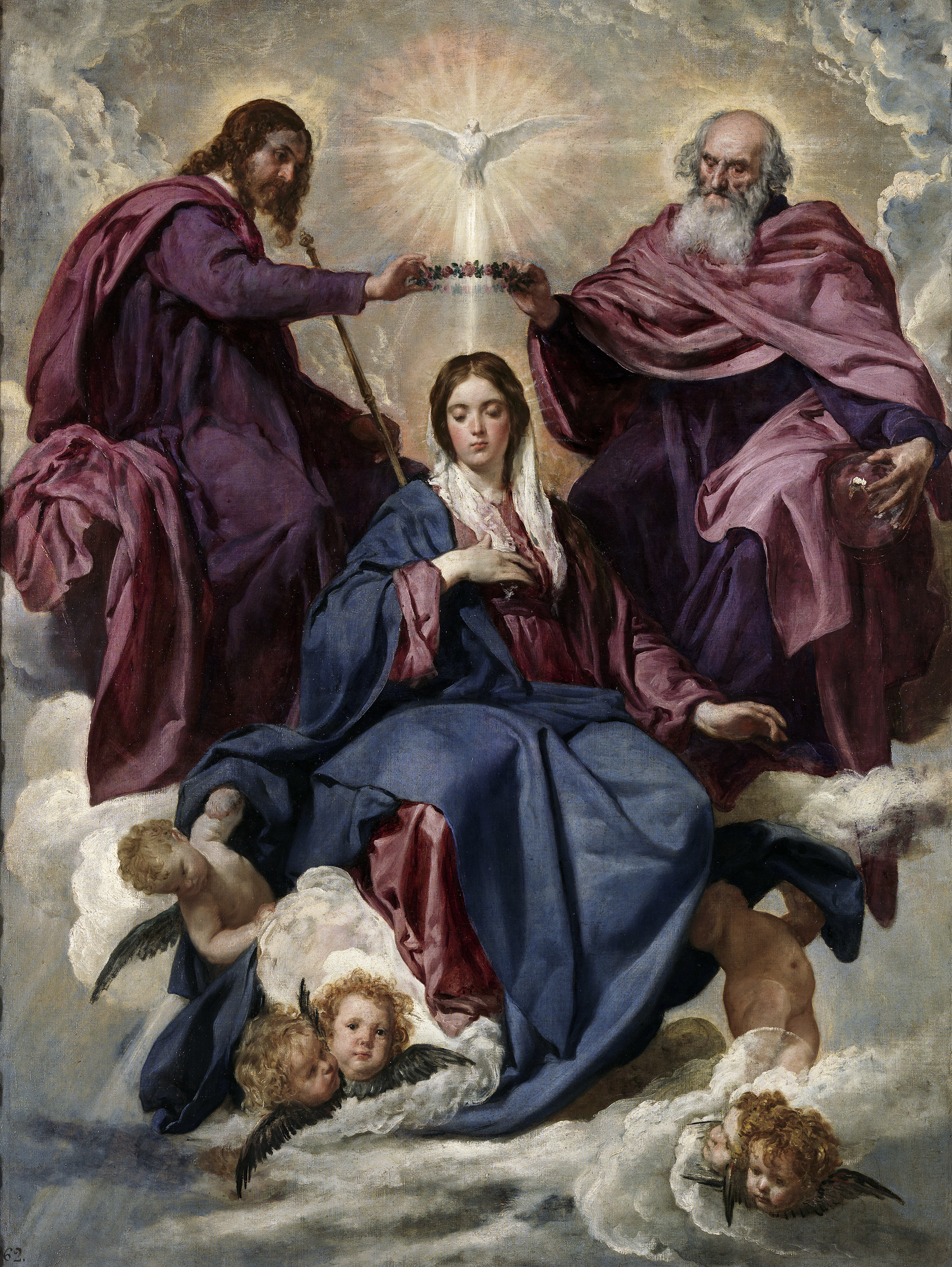
Đức Trinh Nữ được đội triều thiên bởi Chúa Ba Ngôi. Velázquez, 1645

Nữ Vương Thiên Đàng là một danh hiệu dành cho Maria được dùng bởi các Kitô hữu. Danh hiệu này chủ yếu được dùng trong Giáo hội Công giáo Rôma nhưng cũng có thể trong một số phạm vi nhất định được dùng trong Anh giáo và Chính thống giáo Đông phương. Danh hiệu này đã xuất phát từ cuộc tranh luận với các lạc giáo mà kết quả là Công đồng Êphêsô đầu tiên vào thế kỷ thứ năm đã định tín Maria là " Theotokos ". Tước hiệu này xuất hiện trong tiếng Latin là Mater Dei, trong tiếng Anh là "Mẹ Thiên Chúa".
Các giáo huấn Công giáo nói về vấn đề này được thể hiện trong thông điệp Ad Caeli Reginam của (ngày 11 tháng 10 năm 1954) Giáo hoàng Piô XII. Trong đó nói rằng Đức Maria được gọi là Nữ hoàng của thiên đàng bởi vì con trai của Người, Chúa Giêsu Kitô, là vua của Israel và thiên vương của vũ trụ. Giáo hội Chính Thống Đông phương không chia sẻ tín điều này với Công giáo, nhưng cũng có một lịch sử phụng vụ phong phú trong việc sùng kính Đức Maria.
Nữ Vương Thiên Đàng từ lâu đã trở thành một truyền thống Công giáo được đưa vào Các Giờ Kinh Phụng Vụ, những lời cầu nguyện và vào các việc tôn kính bình dân (Kinh cầu Đức Bà, Mầu nhiệm thứ V - Mùa Mừng trong chuỗi Mân Côi). Ngoài ra còn có trong văn học, nghệ thuật phương Tây với chủ đề "Lễ đăng quang của Đức Trinh Nữ" có từ Trung kỳ Trung cổ trước khi nó trở thành một định nghĩa chính thức của Giáo hội.
Công đồng chung Nicêa II (năm 787) đã sử dụng tước hiệu này trong một khoản định tín về vấn đề ảnh tượng. Công đồng Vatican II cũng đồng ý với giáo lý này khi quả quyết: "Sau khi hoàn tất cuộc đời dưới thế, Đức Nữ Trinh Vô Nhiễm đã được đưa lên hưởng vinh quang trên trời cả hồn lẫn xác, và được Thiên Chúa tôn vinh làm Nữ Vương vũ trụ, để nên giống Con Ngài trọn vẹn hơn, là Chúa các chúa (x. Kh 19,16), Đấng đã chiến thắng tội lỗi và sự chết" (Hiến chế tín lý về giáo hội 59).